# Jean Renoir
Jean Renoir (ur. 15 września 1894 w Paryżu, zm. 12 lutego 1979 w Beverly Hills) – francuski reżyser filmowy, producent, scenarzysta, aktor i pisarz. Czołowy przedstawiciel francuskiego realizmu, uznawany za jednego z największych twórców światowego kina. Zdobywca Honorowego Oscara za całokształt twórczości, Złotego Lwa na 7. MFF w Wenecji i wielu innych nagród filmowych.
Od 1924 do końca lat 60. wyreżyserował lub zagrał w ponad 40 filmach. Początkowo kręcił filmy nieme (w sumie 11, jeden z głośniejszych z nich to Nana na podstawie powieści Emila Zoli), a w 1931 nakręcił swój pierwszy film dźwiękowy Suka.

## Życiorys
Był drugim dzieckiem Aliny Victorine Charigot oraz znanego malarza impresjonisty Augusta Renoira. Książka Pierre-Auguste Renoir, mon père, którą wydano w 1962 i 1981 (tytuł pierwotny brzmiał Renoir), jest uważana za najbardziej wyczerpujące źródło biograficzne o tym artyście. Innego rodzaju hołdem wobec ojca był film French Cancan, który Renoir nakręcił w 1955.
W czasie I wojny światowej był kawalerzystą, a potem, po odniesieniu rany na froncie, został pilotem zwiadowczym. W czasie II wojny światowej został powołany do służby wojskowej w charakterze filmowca. Po inwazji Niemiec na Francję w 1940 udało mu się wraz z żoną Dido uciec do USA, gdzie zaczął kręcić filmy w Hollywood. Nie czuł się tam dobrze, a jego filmy nie odnosiły sukcesów, ale w 1946 otrzymał obywatelstwo USA.
W 1949 Renoir popłynął do Indii, gdzie nakręcił swój pierwszy film w kolorze. Rzeka (1951) nominację do Oscara. Przyniosła mu Nagrodę Międzynarodową na 12. MFF w Wenecji i stała się początkiem drugiego wielkiego okresu twórczego w jego karierze.
Swój ostatni film, Le Petit théâtre de Jean Renoir, nakręcił w 1969. Nie mogąc zdobyć funduszy na nowe filmy i podupadając na zdrowiu, spędził ostatnie lata życia podejmując przyjaciół w swoim domu w Beverly Hills oraz pisząc powieści i spisując wspomnienia (Ma vie et mes films, wydane w 1974).
W 1975 otrzymał Oscara Honorowego za całokształt twórczości. W 1977 rząd Francji nadał mu stopień komandora Legii Honorowej.
Jean Renoir zmarł w Beverly Hills 12 lutego 1979. Jego szczątki przewieziono do Francji, aby pochować je na kwaterze rodzinnej na cmentarzu w Essoyes.
Jego starszy brat Pierre był znanym aktorem teatralnym i filmowym, dyrektorem Comédie-Française.

## Wybrana filmografia

### Reżyser
- 1925: Panna wodna (La fille de l’eau)
- 1927: Marquitta
- 1926: Nana
- 1928: Dziewczynka z zapałkami (La petite marchande d’allumettes)
- 1931: On purge bébé
- 1931: Suka (La chienne)
- 1932: Boudu z wód wyratowany (Boudu sauvé des eaux)
- 1933: Chotard i spółka (Chotard et Cie)
- 1934: Pani Bovary (Madame Bovary)
- 1935: Toni
- 1936: Zbrodnia pana Lange (Le crime de Monsieur Lange)
- 1936: Ludzie z zaułka (Les bas-fonds)
- 1936: Wycieczka na wieś (Partie de campagne)
- 1936: Życie należy do nas (La vie est à nous) - współreżyser
- 1937: Towarzysze broni (La grande illusion)
- 1938: Bestia ludzka (La bête humaine)
- 1938: Marsylianka (La Marseillaise)
- 1939: Reguły gry (La règle du jeu)
- 1941: Na bagniskach (Swamp water)
- 1943: To jest mój kraj (This Land Is Mine)
- 1945: Południowiec (The Southerner)
- 1946: Dziennik panny służącej (The Diary of a Chambermaid)
- 1951: Rzeka (The River)
- 1952: Złota karoca (Le carrosse d'or)
- 1955: French Cancan
- 1956: Helena i mężczyźni (Eléna et les hommes)
- 1959: Testament doktora Cordelier (Le testament du Docteur Cordelier) - telewizyjny
- 1959: Śniadanie na trawie (Le déjeuner sur l’herbe)
- 1962: Kapral w matni (Le caporal épinglé)
- 1971: Teatrzyk Jeana Renoira (La Petit  théâtre de Jean Renoir)- telewizyjny

## Dorobek pisarski
- Orvet – Paryż: Gallimard, 1955.
- Renoir Paryż: Hachette, 1962, wydanie polskie Warszawa: PIW 1966. (reedycja pod tytułem Pierre-Auguste Renoir, mon père: Paryż: Gallimard, w serii Folio, 1981)
- Les Cahiers du capitaine Georges – Paryż: Gallimard, 1966.
- Ma vie et mes films – Paryż: Flammarion, 1974. (wydanie poprawione w 2005, wydanie polskie Moje życie, moje filmy, w 1978)
- Écrits 1926-1971 – Paryż: Pierre Belfond, 1974.
- Carola, w L’Avant-Scène Cinéma, 1976.
- Le Cœur à l’aise. – Paryż: Flammarion, 1978.
- Julienne et son amour zastąpione przez En avant Rosalie – Éditions Henri Veyrier, 1978.
- Le Crime de l’Anglais – Paryż: Flammarion, 1979.
- Geneviève – Paryż: Flammarion, 1979.
- Lettres d’Amérique – Paryż: Presses de la Renaissance, 1984.

## Nagrody
- Nagroda Akademii Filmowej Oscar za całokształt twórczości: 1975
- Nagroda na MFF w Wenecji Złoty Lew: 1946: Południowiec